# Oscarverleihung 2013
Übersicht aller ausgezeichneten Filme

◄◄ | ◄ | 2009 | 2010 | 2011 | 2012 | Oscarverleihung 2013 | 2014 | 2015 | 2016 | 2017 | ► | ►►

Weitere Ereignisse
| Film                               | N  | A |
| ---------------------------------- | -- | - |
| Lincoln                            | 12 | 2 |
| Life of Pi: Schiffbruch mit Tiger  | 11 | 4 |
| Les Misérables                     | 8  | 3 |
| Silver Linings                     | 8  | 1 |
| Argo                               | 7  | 3 |
| Django Unchained                   | 5  | 2 |
| James Bond 007: Skyfall            | 5  | 2 |
| Liebe                              | 5  | 1 |
| Zero Dark Thirty                   | 5  | 1 |
| Anna Karenina                      | 4  | 1 |
| Beasts of the Southern Wild        | 4  | 0 |
| Der Hobbit: Eine unerwartete Reise | 3  | 0 |
| The Master                         | 3  | 0 |
| Flight                             | 2  | 0 |
| Snow White and the Huntsman        | 2  | 0 |

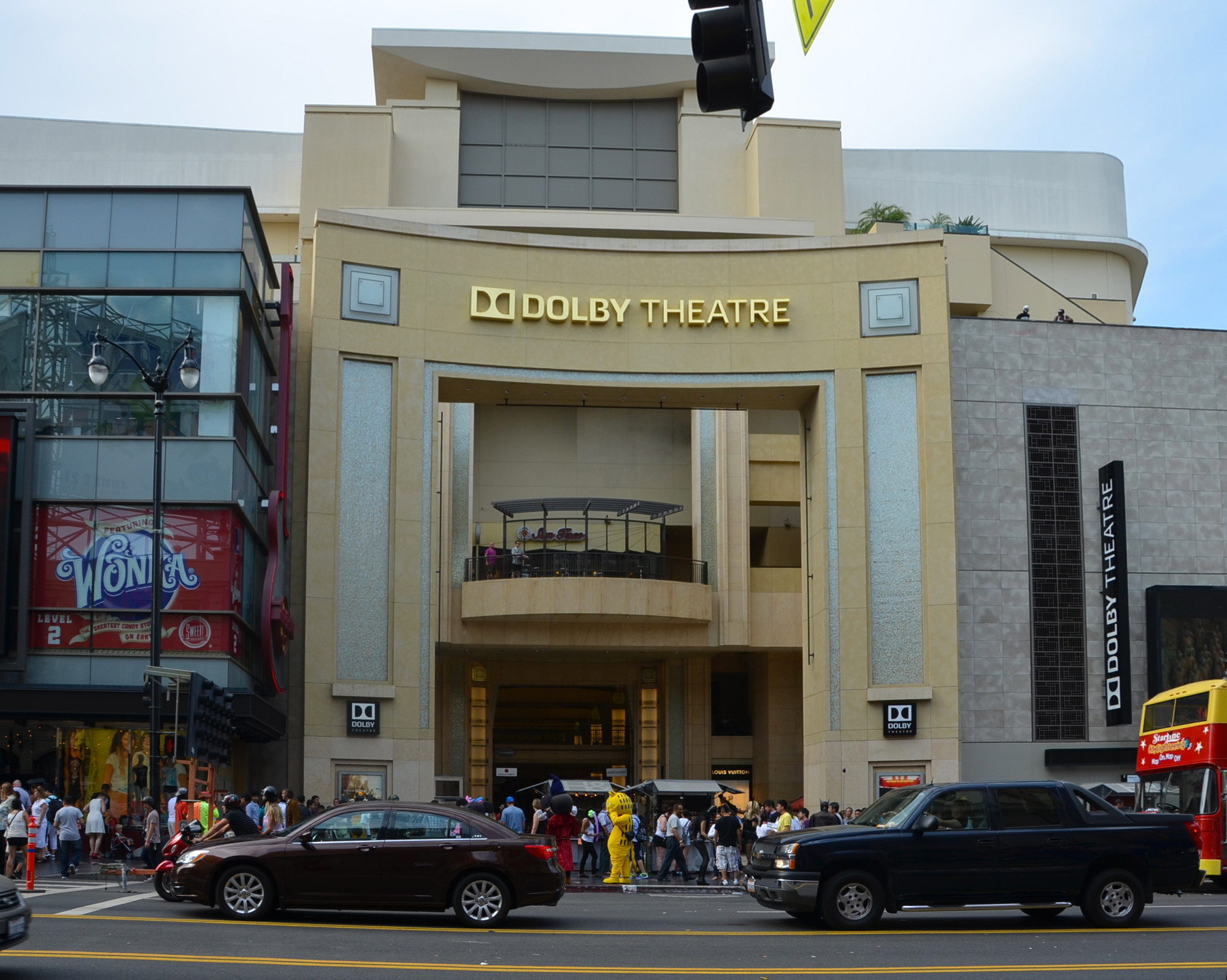
Das Dolby Theatre, Veranstaltungsort der Oscarverleihung 2013

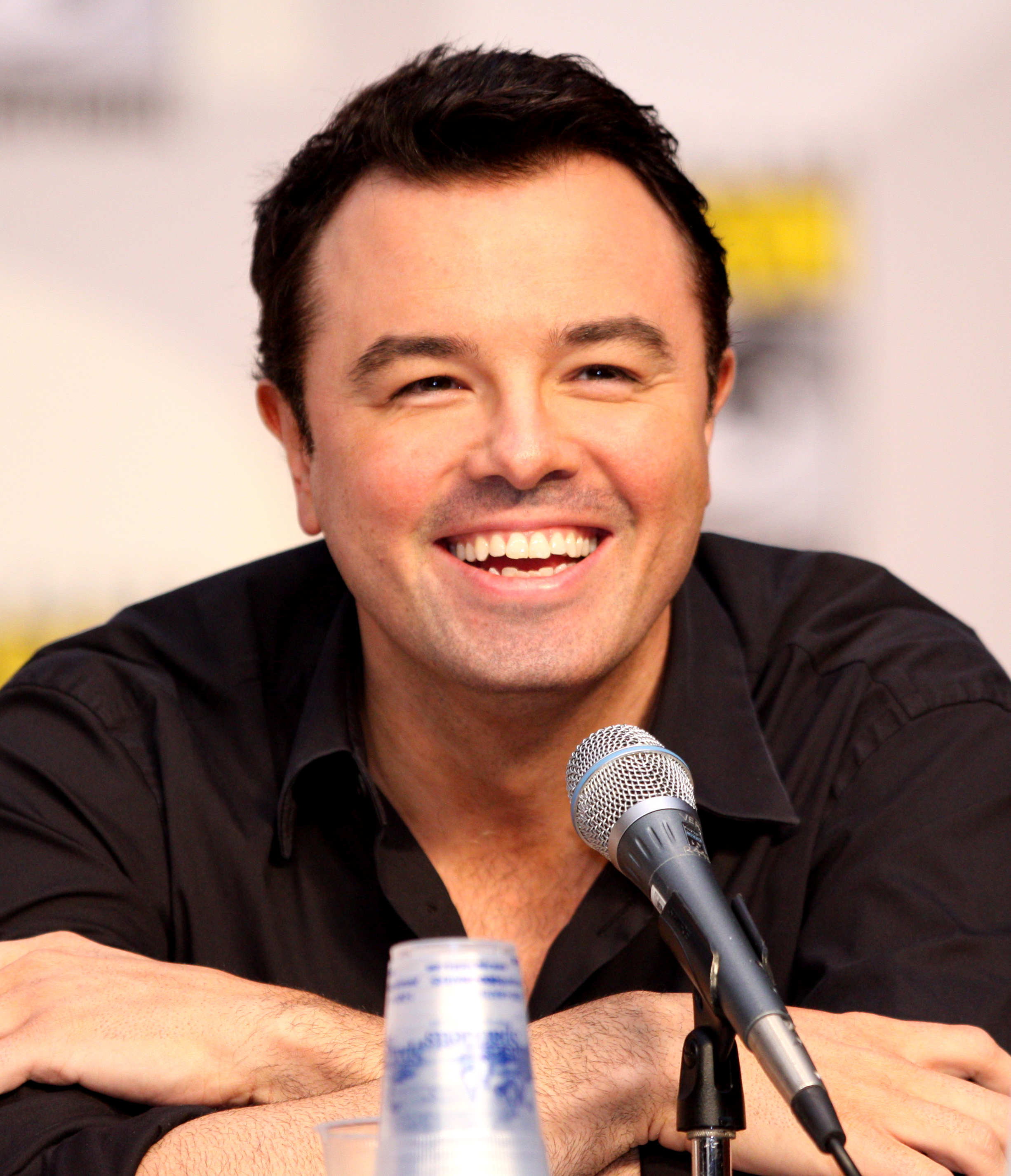
Moderator Seth MacFarlane

Die 85. Verleihung der Oscars (englisch 85th Academy Awards) fand am 24. Februar 2013 im Dolby Theatre in Los Angeles statt. Die Mitglieder der Academy of Motion Picture Arts and Sciences (AMPAS) stimmten über die besten amerikanischen und ausländischen Filmproduktionen (Spiel-, Kurz-, Dokumentar- und Animationsfilme) und Filmschaffenden des Vorjahres ab, die im Rahmen einer live ausgestrahlten Fernsehgala ausgezeichnet wurden. Als bester Spielfilm setzte sich Ben Afflecks Thriller Argo durch. Am häufigsten prämierter Film wurde Ang Lees Abenteuerfilm Life of Pi: Schiffbruch mit Tiger (vier Auszeichnungen).
Die Produktion der Oscarverleihung übernahmen erstmals die US-amerikanischen Film-, Fernseh- und Theaterproduzenten Craig Zadan und Neil Meron. Beide hatten unter anderem als Executive Producers am 2003 mit dem Oscar preisgekrönten Musicalfilm Chicago mitgewirkt. Für die Regie verpflichteten sie den US-Amerikaner Don Mischer, der diese Position bereits bei den beiden vorangegangenen Verleihungen innehatte. Für die Moderation wurde Seth MacFarlane verpflichtet. Der Schauspieler, Produzent und Comedian, unter anderem Schöpfer der populären Zeichentrickserie Family Guy, hatte 2012 erstmals die Regie an einem Spielfilm übernommen. Die Komödie Ted avancierte zu einer der erfolgreichsten Produktionen an den amerikanischen Kinokassen.
Im Vorfeld der Oscarverleihung wurden die Ehrenpreisträger und die Gewinner der Auszeichnungen für Wissenschaft und Technik auf zwei separaten Veranstaltungen am 1. Dezember 2012 (Annual Governors Awards) und 9. Februar 2013 geehrt.

## Favoriten
Nominiert werden konnten unter anderem Spielfilme, die länger als 40 Minuten waren und zwischen dem 1. Januar und 31. Dezember 2012 mindestens an sieben aufeinanderfolgenden Tagen in einem Kino im Los Angeles County gegen Entgelt gezeigt wurden. 2012 traf das auf 282 Filmproduktionen zu.
Die Oscar-Nominierungen wurden offiziell am 10. Januar 2013 im Samuel Goldwyn Theater in Beverly Hills von Moderator Seth MacFarlane und der Schauspielerin Emma Stone bekanntgegeben, fünf Tage früher als üblich. Damit sollte den Abstimmenden ein längerer Zeitraum gewährt werden, sich die nominierten Filme anzusehen. Die Oscar-Nominierungen fanden somit erstmals vor der Verleihung der Golden Globe Awards statt, die am 13. Januar 2013 stattfand.
Die häufigsten Nominierungen hatte im Vorfeld Steven Spielbergs Historiendrama Lincoln auf sich vereinen können, das zwölf Nennungen erhielt, jedoch nur zweimal ausgezeichnet wurde (Bester Hauptdarsteller – Daniel Day-Lewis, Bestes Szenenbild). Day-Lewis konnte dabei als erster Schauspieler in der Geschichte der Academy Awards eine dritte Auszeichnung in der Kategorie Bester Hauptdarsteller erringen. Als bester Film des Jahres setzte sich Ben Afflecks Thriller Argo durch, der auch die Preise für das beste adaptierte Drehbuch und den besten Schnitt gewann. Die meisten Auszeichnungen gewann Ang Lees Drama Life of Pi: Schiffbruch mit Tiger, das seine elf Nominierungen in vier Siege (Regie, Kamera, Filmmusik, visuelle Effekte) umsetzen konnte. Insgesamt wurden neun Produktionen in der Kategorie Bester Film berücksichtigt, darunter auch die französisch-deutsch-österreichische Koproduktion Liebe von Michael Haneke. Das französischsprachige Drama um ein Pariser Musikprofessorenehepaar, dessen Liebe auf die Probe gestellt wird, nachdem die Frau einen Schlaganfall erlitten hat, wurde auch in den Kategorien Bester fremdsprachiger Film (Einreichungsland: Österreich), Beste Regie, Bestes Originaldrehbuch und Beste Hauptdarstellerin (Emmanuelle Riva) nominiert, gewann aber nur die Auszeichnung für den besten fremdsprachigen Film. Die Französin Riva war mit 85 Jahren die älteste Schauspielerin, die je als beste Hauptdarstellerin nominiert wurde. In der gleichen Kategorie hatte mit der neunjährigen US-Amerikanerin Quvenzhané Wallis (Beasts of the Southern Wild) die jüngste je für eine reguläre Schauspielauszeichnung nominierte Darstellerin Berücksichtigung gefunden. Die Auszeichnung für die beste Hauptdarstellerin ging aber an die 22-jährige US-Amerikanerin Jennifer Lawrence (Silver Linings), die damit zur bislang zweitjüngsten Gewinnern in dieser Kategorie wurde (1987 gewann die damals 21-jährige US-Amerikanerin Marlee Matlin den Oscar für ihre Hauptrolle in Gottes vergessene Kinder). Der deutsch-österreichische Schauspieler Christoph Waltz wurde für seine zweite Zusammenarbeit mit Quentin Tarantino an dem Western Django Unchained erneut als Bester Nebendarsteller ausgezeichnet. In der Kategorie Bester Tonschnitt kam es zu einem Unentschieden zwischen Zero Dark Thirty und James Bond 007: Skyfall. Ein solches Patt gab es erst zum sechsten Mal in der Geschichte.
Nicht in die engere Auswahl als bester fremdsprachiger Film gelangte der deutsche Beitrag Barbara von Christian Petzold sowie der ebenfalls in deutscher Sprache inszenierte Film Lore von Cate Shortland, der von Australien eingereicht wurde. Der für die Schweiz konkurrierende Beitrag Winterdieb von Ursula Meier gelangte in die zweite Auswahlrunde der neun besten Beiträge, wo dieser aber mit The Deep (Island), Jenseits der Hügel (Rumänien) und Ziemlich beste Freunde (Frankreich) ausschied. Insgesamt war mit 71 fremdsprachigen Spielfilmen ein neuer Rekord an Einreichungen erzielt worden. Überschattet wurde der Einreichungsprozess durch den im Sommer 2012 in Teilen im Internet veröffentlichten Low-Budget-Film Innocence of Muslims. Der als antiislamisch eingestufte Film führte zu gewalttätigen Ausschreitungen in der islamischen Welt mit zahlreichen Toten. Der Iran, letztjähriger Gewinner des Preises mit Asghar Farhadis Familiendrama Nader und Simin – Eine Trennung, zog daraufhin seinen für 2013 ausgewählten Film – Seyyed Reza Mir-Karimis Familiendrama Ye habe ghand (englischsprachiger Titel: A Cube of Sugar) – zurück.
Der vom deutschen Regisseur Tom Tykwer mitinszenierte Film Cloud Atlas scheiterte in der Vorauswahl der Kategorie Beste visuelle Effekte.

## Neuerungen
Die AMPAS gab Mitte August 2012 Änderungen bei den Musikkategorien bekannt. So wurde die Anzahl der Nominierten für den besten Song von drei auf fünf erhöht. Während des Nominierungsprozesses sollten alle stimmberechtigten Mitglieder der Musikbranche eine Liste der Einsendungen sowie eine DVD-Kopie mit den Musikclips erhalten. Die fünf Musikbeiträge mit den meisten Stimmen erhielten Oscar-Nominierungen.
Die Abstimmung über die Oscar-Nominierungen begann am 17. Dezember 2012 und endete am 4. Januar 2013, ursprünglich war sie nur bis zum 3. Januar geplant. Erstmals war es den AMPAS-Mitgliedern möglich, ihre Stimmen auch auf elektronischem Wege zu übermitteln.
Auf Wunsch der Branchenmitglieder wurde der Preis für das beste Szenenbild (früher Art Direction Award) in Production Design Award umbenannt. 2013 werden in der bisher Maskenbildnern vorbehaltenen Kategorie erstmals auch Haarstylisten geehrt.

## Preisträger und Nominierungen

### Bester Film

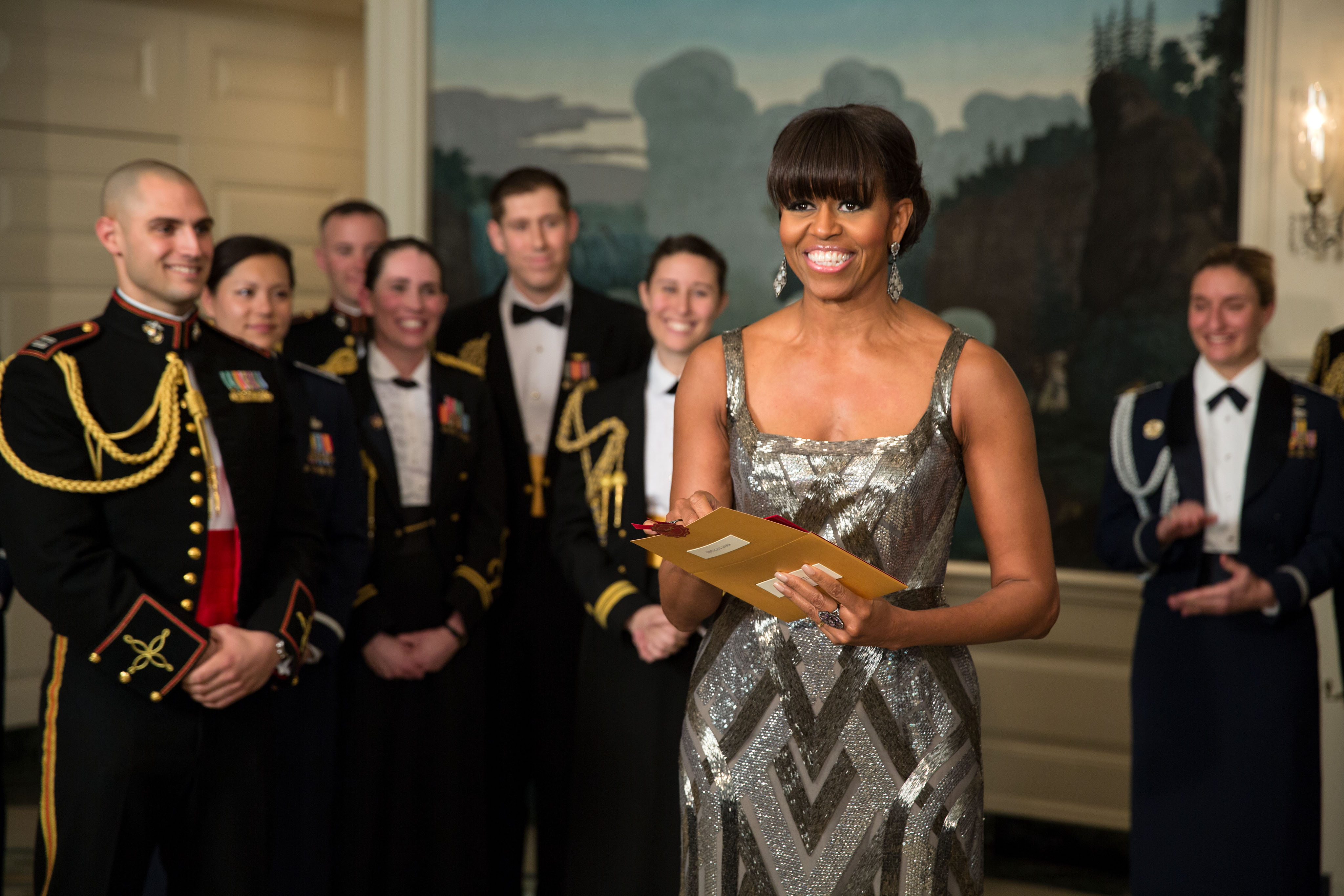
Michelle Obama verkündet den Sieger in der Kategorie Bester Film

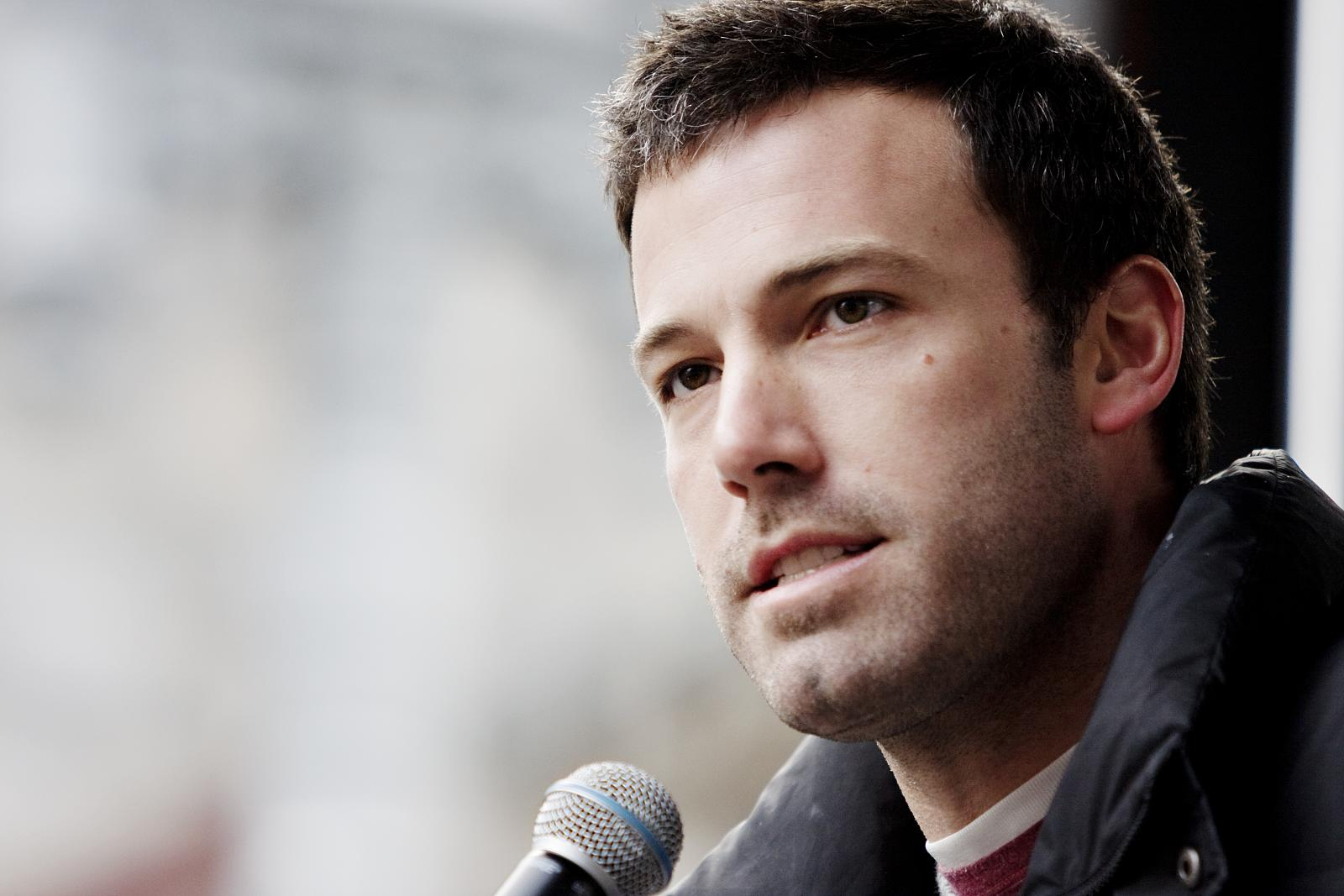
Ben Affleck, Regisseur und Koproduzent des preisgekrönten Films Argo

präsentiert von Jack Nicholson und der aus dem  Weißen Haus zugeschalteten First Lady Michelle Obama
Argo – Ben Affleck, George Clooney, Grant Heslov
Beasts of the Southern Wild – Michael Gottwald, Dan Janvey, Josh Penn
Django Unchained – Reginald Hudlin, Pilar Savone, Stacey Sher
Liebe (Amour) – Stefan Arndt, Veit Heiduschka, Michael Katz, Margaret Ménégoz
Life of Pi: Schiffbruch mit Tiger (Life of Pi) – Ang Lee, Gil Netter, David Womark
Lincoln – Kathleen Kennedy, Steven Spielberg
Les Misérables – Tim Bevan, Eric Fellner, Debra Hayward, Cameron Mackintosh
Silver Linings (Silver Linings Playbook) – Bruce Cohen, Donna Gigliotti, Jonathan Gordon
Zero Dark Thirty – Kathryn Bigelow, Mark Boal, Megan Ellison

### Beste Regie
präsentiert von Jane Fonda und Michael Douglas
Ang Lee – Life of Pi: Schiffbruch mit Tiger (Life of Pi)
Michael Haneke – Liebe (Amour)
David O. Russell – Silver Linings (Silver Linings Playbook)
Steven Spielberg – Lincoln
Benh Zeitlin – Beasts of the Southern Wild

### Bester Hauptdarsteller
präsentiert von Meryl Streep
Daniel Day-Lewis – Lincoln
Bradley Cooper – Silver Linings (Silver Linings Playbook)
Hugh Jackman – Les Misérables
Joaquin Phoenix – The Master
Denzel Washington – Flight

### Beste Hauptdarstellerin
präsentiert von Jean Dujardin
Jennifer Lawrence – Silver Linings (Silver Linings Playbook)
Jessica Chastain – Zero Dark Thirty
Emmanuelle Riva – Liebe (Amour)
Quvenzhané Wallis – Beasts of the Southern Wild
Naomi Watts – The Impossible

### Bester Nebendarsteller

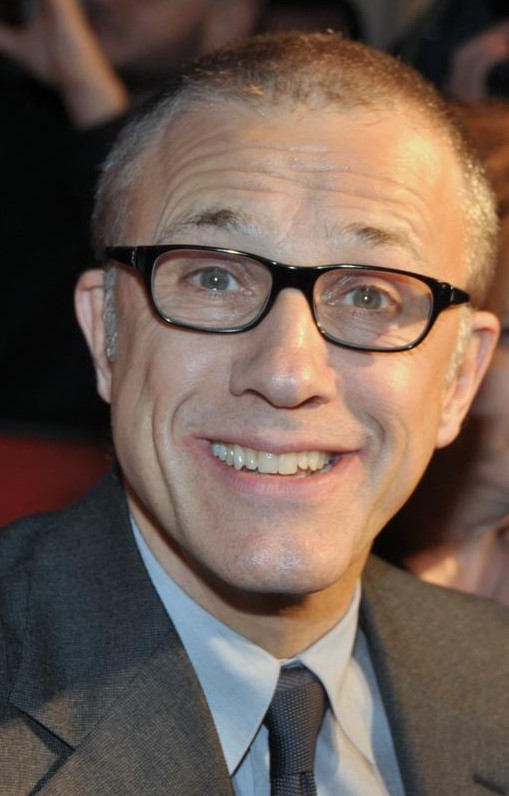
Als bester Nebendarsteller ausgezeichnet: Christoph Waltz (Django Unchained)

präsentiert von Octavia Spencer
Christoph Waltz – Django Unchained
Alan Arkin – Argo
Robert De Niro – Silver Linings (Silver Linings Playbook)
Philip Seymour Hoffman – The Master
Tommy Lee Jones – Lincoln

### Beste Nebendarstellerin
präsentiert von Christopher Plummer
Anne Hathaway – Les Misérables
Amy Adams – The Master
Sally Field – Lincoln
Helen Hunt – The Sessions – Wenn Worte berühren (The Sessions)
Jacki Weaver – Silver Linings (Silver Linings Playbook)

### Bestes Originaldrehbuch
präsentiert von Charlize Theron und Dustin Hoffman
Quentin Tarantino – Django Unchained
Wes Anderson, Roman Coppola – Moonrise Kingdom
Mark Boal – Zero Dark Thirty
John Gatins – Flight
Michael Haneke – Liebe (Amour)

### Bestes adaptiertes Drehbuch
präsentiert von Charlize Theron und Dustin Hoffman
Chris Terrio – Argo
Lucy Alibar, Benh Zeitlin – Beasts of the Southern Wild
Tony Kushner – Lincoln
David Magee – Life of Pi: Schiffbruch mit Tiger (Life of Pi)
David O. Russell – Silver Linings (Silver Linings Playbook)

### Beste Kamera
präsentiert von Robert Downey Jr., Chris Evans, Samuel L. Jackson, Jeremy Renner und Mark Ruffalo
Claudio Miranda – Life of Pi: Schiffbruch mit Tiger (Life of Pi)
Roger Deakins – James Bond 007: Skyfall (Skyfall)
Janusz Kamiński – Lincoln
Seamus McGarvey – Anna Karenina
Robert Richardson – Django Unchained

### Bestes Szenenbild
präsentiert von Kristen Stewart und Daniel Radcliffe
Rick Carter, Jim Erickson – Lincoln
Simon Bright, Dan Hennah, Ra Vincent – Der Hobbit: Eine unerwartete Reise (The Hobbit: An Unexpected Journey)
Sarah Greenwood, Katie Spencer – Anna Karenina
David Gropman, Anna Pinnock – Life of Pi: Schiffbruch mit Tiger (Life of Pi)
Anna Lynch-Robinson, Eve Stewart – Les Misérables

### Bestes Kostümdesign
präsentiert von Jennifer Aniston und Channing Tatum
Jacqueline Durran – Anna Karenina
Colleen Atwood – Snow White and the Huntsman
Paco Delgado – Les Misérables
Eiko Ishioka – Spieglein Spieglein – Die wirklich wahre Geschichte von Schneewittchen (Mirror Mirror)
Joanna Johnston – Lincoln

### Bestes Make-up und beste Frisuren
präsentiert von Jennifer Aniston und Channing Tatum
Julie Dartnell, Lisa Westcott – Les Misérables
Howard Berger, Peter Montagna, Martin Samuel – Hitchcock
Rick Findlater, Tami Lane, Peter Swords King – Der Hobbit: Eine unerwartete Reise (The Hobbit: An Unexpected Journey)

### Beste Filmmusik
präsentiert von Queen Latifah, Renée Zellweger, Catherine Zeta-Jones und Richard Gere
Mychael Danna – Life of Pi: Schiffbruch mit Tiger (Life of Pi)
Alexandre Desplat – Argo
Dario Marianelli – Anna Karenina
Thomas Newman – James Bond 007: Skyfall (Skyfall)
John Williams – Lincoln

### Bester Song
präsentiert von Queen Latifah, Renée Zellweger, Catherine Zeta-Jones und Richard Gere
„Skyfall“ aus James Bond 007: Skyfall (Skyfall) – Adele Adkins, Paul Epworth
„Before My Time“ aus Chasing Ice – J. Ralph
„Everybody Needs a Best Friend“ aus Ted – Seth MacFarlane, Walter Murphy
„Pi’s Lullaby“ aus Life of Pi: Schiffbruch mit Tiger (Life of Pi) – Mychael Danna, Bombay Jayashri
„Suddenly“ aus Les Misérables – Alain Boublil, Herbert Kretzmer, Claude-Michel Schönberg

### Bester Schnitt
präsentiert von Sandra Bullock
William Goldenberg – Argo
Jay Cassidy, Crispin Struthers – Silver Linings (Silver Linings Playbook)
William Goldenberg, Dylan Tichenor – Zero Dark Thirty
Michael Kahn – Lincoln
Tim Squyres – Life of Pi: Schiffbruch mit Tiger (Life of Pi)

### Beste Tonmischung
präsentiert von Mark Wahlberg und Ted
Simon Hayes, Andy Nelson, Mark Paterson – Les Misérables
Ron Bartlett, Doug Hemphill, Drew Kunin – Life of Pi: Schiffbruch mit Tiger (Life of Pi)
José Antonio García, John Reitz, Gregg Rudloff – Argo
Ron Judkins, Andy Nelson, Gary Rydstrom – Lincoln
Scott Millan, Greg P. Russell, Stuart Wilson – James Bond 007: Skyfall (Skyfall)

### Bester Tonschnitt
präsentiert von Mark Wahlberg und Ted. Wegen Stimmengleichheit wurden zwei Filme ausgezeichnet.
Per Hallberg, Karen Baker Landers – James Bond 007: Skyfall (Skyfall)

Paul Ottosson – Zero Dark Thirty
Erik Aadahl, Ethan Van der Ryn – Argo
Eugene Gearty, Philip Stockton – Life of Pi: Schiffbruch mit Tiger (Life of Pi)
Wylie Stateman – Django Unchained

### Beste visuelle Effekte
präsentiert von Robert Downey Jr., Chris Evans, Samuel L. Jackson, Jeremy Renner und Mark Ruffalo
Erik-Jan De Boer, Donald R. Elliott, Bill Westenhofer, Guillaume Rocheron – Life of Pi: Schiffbruch mit Tiger (Life of Pi)
Philip Brennan, Neil Corbould, Michael Dawson, Cedric Nicolas-Troyan – Snow White and the Huntsman
David Clayton, Joe Letteri, Eric Saindon, R. Christopher White – Der Hobbit: Eine unerwartete Reise (The Hobbit: An Unexpected Journey)
Charley Henley, Martin Hill, Richard Stammers, Trevor Wood – Prometheus – Dunkle Zeichen (Prometheus)
Janek Sirrs, Dan Sudick, Jeff White, Guy Williams – Marvel’s The Avengers (The Avengers)

### Bester Animationsfilm
präsentiert von Melissa McCarthy und Paul Rudd
Merida – Legende der Highlands (Brave) – Mark Andrews, Brenda Chapman
Frankenweenie – Tim Burton
ParaNorman – Chris Butler, Sam Fell
Die Piraten! – Ein Haufen merkwürdiger Typen (The Pirates! Band of Misfits) – Peter Lord
Ralph reichts (Wreck-It Ralph) – Rich Moore

### Bester fremdsprachiger Film

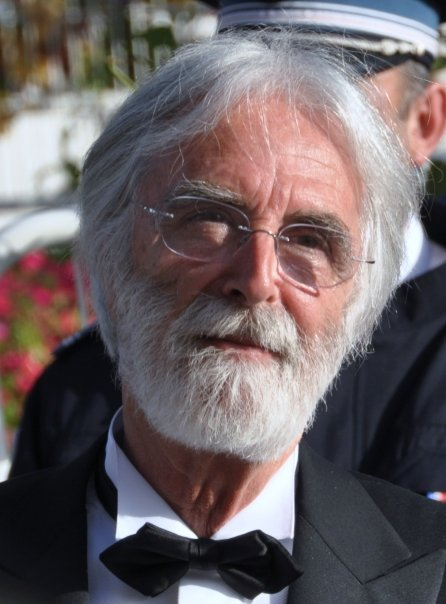
Der Österreicher Michael Haneke, dessen Film Liebe als beste fremdsprachige Produktion ausgezeichnet wurde

präsentiert von Jessica Chastain und Jennifer Garner
Liebe (Amour), Österreich – Michael Haneke
Die Königin und der Leibarzt (En kongelig affære), Dänemark – Nikolaj Arcel
Kon-Tiki, Norwegen – Joachim Rønning, Espen Sandberg
No! (No), Chile – Pablo Larraín
Die Rebellin (Rebelle), Kanada – Kim Nguyen

### Bester animierter Kurzfilm
präsentiert von Melissa McCarthy und Paul Rudd
Im Flug erobert (Paperman) – John Kahrs
Adam and Dog – Minkyu Lee
Fresh Guacamole – PES
Head Over Heels – Fodhla Cronin O’Reilly, Timothy Reckart
Der längste Kita-Tag (The Longest Daycare) – David Silverman

### Bester Kurzfilm
präsentiert von Kerry Washington und Jamie Foxx
Curfew – Shawn Christensen
Asad – Bryan Buckley, Mino Jarjoura
Buzkashi Boys – Sam French, Ariel Nasr
Dood van een Schaduw – Ellen De Waele, Tom Van Avermaet
Henry – Yan England

### Bester Dokumentarfilm
präsentiert von Ben Affleck
Searching for Sugar Man – Malik Bendjelloul, Simon Chinn
AIDS – Kampf ums Leben (How to Survive a Plague) – David France, Howard Gertler
5 Broken Cameras – Emad Burnat, Guy Davidi
The Invisible War – Kirby Dick, Amy Ziering
Töte zuerst – Der israelische Geheimdienst (The Gatekeepers) – Estelle Fialon, Philippa Kowarsky, Dror Moreh

### Bester Dokumentar-Kurzfilm
präsentiert von Kerry Washington und Jamie Foxx
Inocente – Andrea Nix Fine, Sean Fine
Kings Point – Lebensabend in Florida (Kings Point) – Sari Gilman, Jedd Wider
Mondays at Racine – Robin Honan, Cynthia Wade
Open Heart – Kief Davidson, Cori Shepherd Stern
Redemption – Jon Alpert, Matthew O’Neill

## Ehren-Oscars

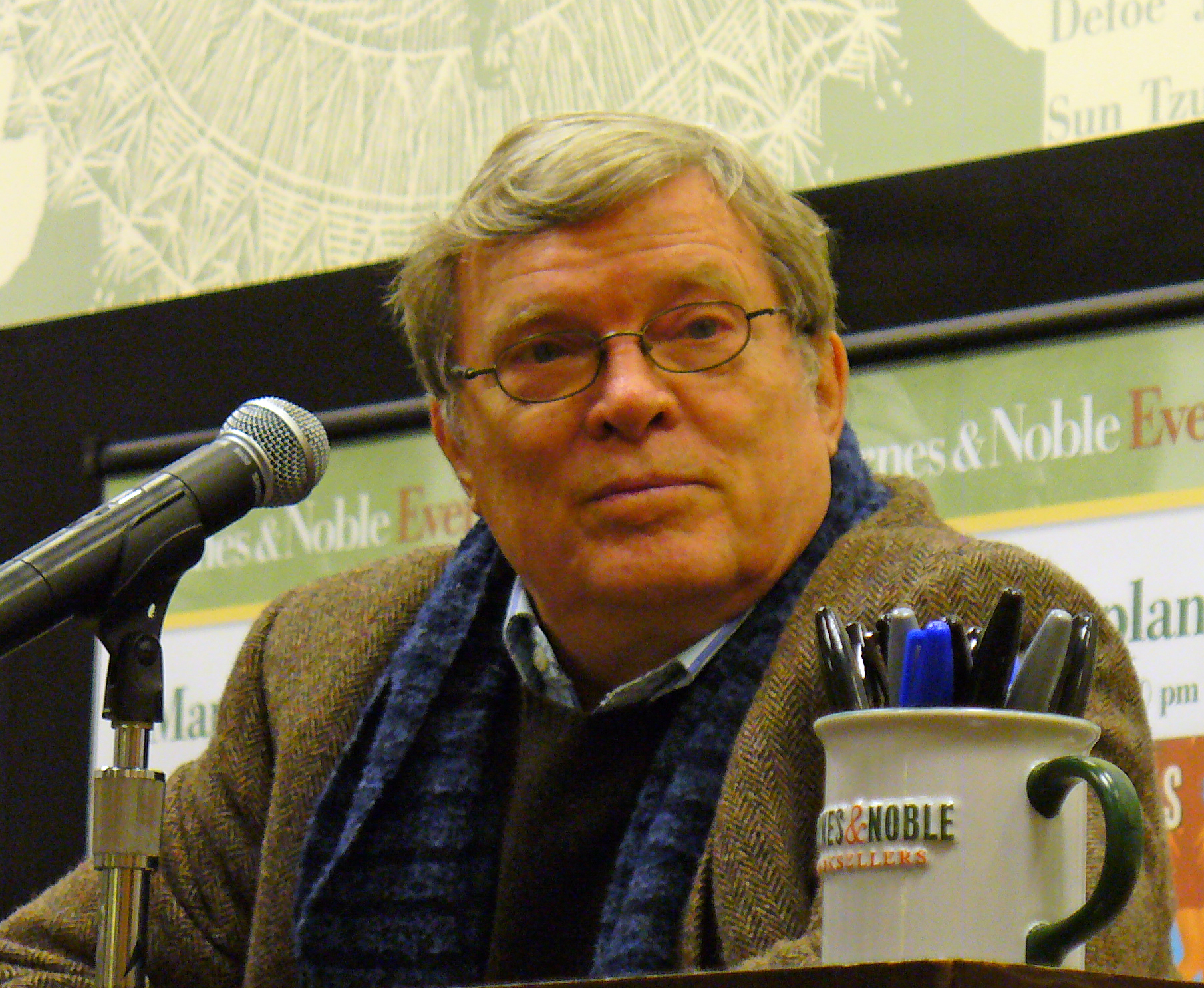
D. A. Pennebaker

Anfang September 2012 stimmte das Board of Governors der Academy of Motion Picture Arts and Sciences über die Ehrenpreisträger ab, die am 1. Dezember 2012 im Hollywood & Highland Center bei den zum vierten Mal separat veranstalteten Annual Governors Awards, ein Galadinner, ausgezeichnet wurden. Die Preisträger waren:
Hal Needham, US-amerikanischer Stuntman
D. A. Pennebaker, US-amerikanischer Dokumentarfilmer
George Stevens, Jr., u. a. Gründungsdirektor des American Film Institute
Jeffrey Katzenberg, US-amerikanischer Filmproduzent (Jean Hersholt Humanitarian Award)

## Live-Gesangsdarbietungen
Neben Gesangsnummern von Moderator Seth MacFarlane zur Eröffnung („High Hopes“ aus dem Film Eine Nummer zu groß und „Be Our Guest“ aus Die Schöne und das Biest, gemeinsam mit Joseph Gordon-Levitt und Daniel Radcliffe) und einem Duett zum Abschluss der Preisgala (gemeinsam mit Kristin Chenoweth), wurden folgende weitere Musikstücke live vorgetragen:
- Zum 50. Geburtstag der James-Bond-Franchise: Shirley Bassey – „Goldfinger“ aus James Bond 007 – Goldfinger
- Filmmusical-Medley:
  - Catherine Zeta-Jones – „All that Jazz“ aus Chicago
  - Jennifer Hudson – „And I Am Telling You I’m Not Going“ aus Dreamgirls
  - Hugh Jackman, Anne Hathaway, Samantha Barks, Russell Crowe, Sacha Baron Cohen, Helena Bonham Carter, Eddie Redmayne, Amanda Seyfried, Aaron Tveit – „Suddenly“, „I Dreamed a Dream“ und „One Day More“ aus Les Misérables
- Adele Adkins – „Skyfall“ aus James Bond 007: Skyfall
- In Erinnerung an den 2012 verstorbenen Filmkomponisten Marvin Hamlisch: Barbra Streisand – „The Way We Were“ aus So wie wir waren
- Norah Jones – „Everybody Needs A Best Friend“ aus Ted

## In Memoriam
präsentiert von George Clooney
Wie jedes Jahr wurde auch bei den Oscars 2013 Künstlern und Verantwortlichen im Bereich Kino, die im letzten Jahr verstorben sind, durch einen kurzen Film gedacht. Abgerundet wurde die Rubrik von Barbra Streisand, die den Song The Way We Were des Komponisten Marvin Hamlisch zum Besten gab.
In der Reihenfolge, in der sie im Filmbeitrag zu sehen waren, waren das:
| - Ernest Borgnine, Schauspieler - Eiko Ishioka, Kostümbildnerin - Ralph McQuarrie, Kozeptdesigner - Jack Klugman, Schauspieler - Celeste Holm, Schauspielerin - Adam Yauch, Musik-Verantwortlicher - Michael Clarke Duncan, Schauspieler - Charles Durning, Schauspieler - Carlo Rambaldi, Spezial-Effekte-Verantwortlicher - Erland Josephson, Schauspieler - Richard Robbins, Komponist - Stephen Frankfurt, Marketing-Verantwortlicher - Harris Savides, Kameramann - Tonino Guerra, Drehbuchautor - J. Michael Riva, Produktionsdesigner - Ulu Grosbard, Regisseur - Herbert Lom, Schauspieler - Bruce Surtees, Kameramann - Andrew Sarris, Filmkritiker - George A. Bowers, Filmeditor - Tony Scott, Regisseur | - Theodore Soderberg, Ton-Verantwortlicher - Lois W. Smith, Publizistin - Geoffrey G. Ammer, Marketing-Verantwortlicher - Neil Travis, Filmeditor - Mike Hopkins, Ton-Verantwortlicher - John D. Lowry, Pionier in der Bildrestauration - Hal David, Songwriter - Nora Ephron, Drehbuchautorin und Regisseurin - Charles Rosen, Produktionsdesigner - Jake Eberts, Filmproduzent - Mike Kohut, Verantwortlicher für die Endfertigung - Frank Pierson, Drehbuchautor und Regisseur - Chris Marker, Regisseur und Drehbuchautor - Charles C. Washburn, Regieassistent - Ray Bradbury, Schriftsteller - Richard Rodney Bennett, Komponist - Robert B. Sherman, Komponist und Songwriter - Richard D. Zanuck, Filmproduzent - Matthew Yuricich, Animationseffekte-Verantwortlicher - Marvin Hamlisch, Komponist und Songwriter |

## Auszeichnungen für Wissenschaft und Technik
Mitte August 2012 präsentierte die AMPAS eine Nominierungsliste mit sieben neuen Erfindungen aus den Bereichen Wissenschaft und Technik, die vom Scientific and Technical Awards Committee ausgewählt wurden, obwohl die Einreichungsfrist erst am 28. August 2012 endete. Die sieben Nominierten im Überblick:
- Tissue: A Physically-Based Character Simulation Framework (Weta Digital)
- Prävisualisierungssystem Zviz (Lucasfilm)
- Beleuchtungssystem Light (PDI Dreamworks)
- Wavelet Turbulence für die Simulation von Flüssigkeiten (University of California, Santa Barbara)
- Planar Tracking: mocha and Enabling Technology (Imagineer Systems Ltd.)
- Cine VCLX Portable Power System (Anton/Bauer)
- Matthews MAX Menace Arm (Matthews Studio Equipment)

Das Komitee kam Anfang Dezember zusammen, um über Empfehlungen an das Board of Governors zu entscheiden, die über die Preise bestimmt. Die Gewinner wurden am 9. Februar 2013 bei einer separaten Veranstaltung im Hotel Beverly Wilshire geehrt.